# 夏欽
夏欽（朝鮮語: 하흠）は、中国宋の軍人であり、朝鮮氏族の達城夏氏の始祖である。
夏欽は、中国宋の大都督を務めていたが、高麗の仁宗（1122年 - 1146年）の時に高麗に帰化し、その後達城に定住した。